# Libor Holík
Libor Holík, né le 12 mai 1998 en Tchéquie, est un footballeur tchèque qui évolue au poste d'arrière droit au Viktoria Plzeň.

## Biographie

### Carrière en club

#### Débuts professionnels
Libor Holík est formé par le 1. FC Slovácko, avant de rejoindre en 2015 le centre de formation d'un des clubs les plus importants de Tchéquie, le Slavia Prague. Il joue son premier match en professionnel justement contre son club formateur, le 21 novembre 2015 (victoire 0-2 du Slavia). Le 14 juillet 2016 il fait sa première apparition en coupe d'Europe, lors d'une rencontre qualificative pour la Ligue Europa face au FCI Levadia Tallinn, où il est titularisé au poste d'arrière droit. Le Slavia s'incline par trois buts à un ce jour-là. Ce sont ses deux seules apparitions avec le Slavia Prague avant d'être prêté lors de la saison 2016-2017 au MFK Karviná, tout juste promu en première division.

### Fastav Zlín
Peu utilisé au Slavia Prague, il n'entre toujours pas dans les plans du club après son retour de prêt du MFK Karviná il s'engage au 1er septembre 2017 au Fastav Zlín. C'est lors de la saison 2018-2019 qu'Holík s'impose comme un titulaire dans l'équipe.

### FK Jablonec
Le 8 juillet 2019 Libor Holík s'engage en faveur d'un autre club tchèque, le FK Jablonec, pour un contrat de quatre ans. Il joue son premier match sous ses nouvelles couleurs dès le 12 juillet suivant face au Bohemians Prague lors de la première journée de la saison 2019-2020 (Victoire 2-0 de Jablonec).

### Viktoria Plzeň
Le 17 février 2022, Libor Holík est prêté jusqu'à la fin de la saison au Viktoria Plzeň,.
Le 8 juillet 2022, le prêt de Holík au Viktoria est prolongé, avec option d'achat.
Le 15 janvier 2023, lors du mercato hivernal, Libor Holík s'engage définitivement avec le Viktoria Plzeň. Il signe un contrat de trois ans, soit jusqu'en décembre 2025,.

### En sélection
Avec l'équipe de Tchéquie des moins de 17 ans Holík participe au championnat d'Europe des moins de 17 ans en 2015. Il joue deux matchs lors de ce tournoi mais les Tchèques ne parviennent pas à sortir de la phase de groupe.
Libor Holík fête sa première sélection avec l'équipe de Tchéquie espoirs le 22 mars 2019 face à l'Islande, les Tchèques font match nul ce jour-là (1-1). Il marque son premier butle 2 septembre 2020, face à la Saint-Marin. Il est titulaire lors de cette rencontre qui se termine par la victoire des siens (0-6).